# Клементе Рохас
Клементе Рохас Перез (шп. Clemente Rojas Pérez; Картахена, 1. септембар 1952) је колумбијски боксер. На Олимпијским играма 1972. у Минхену освојио је бронзану медаљу у категорији до 57 килограма.

## Спољашњи извори
- Клементе Рохас на сајту Sports-Reference.com (архивирано)